# Dronningmølle
Dronningmølle er et kyst- og sommerhusområde i byområdet Hornbæk-Dronningmølle i Nordsjælland . Dronningmølle er beliggende ved Øresund fire kilometer vest for Hornbæk, seks kilometer øst for Gilleleje og 22 kilometer nord for Hillerød. Byområdet tilhører Gribskov Kommune og er beliggende i Esbønderup Sogn. I byen findes Dronningmølle Station, der er station på Hornbækbanen.

## Etymologi
Navnet Dronningmølle, dronningens mølle, skriver sig fra en vandmølle, som blev bygget i 1588 af dronning Sophie, hustru til kong Frederik 2, som ejede et areal lige ved udløbet af Esrum Å i Dronningmøllebugten.

## Historie
Ifølge matriklen af 1682 udgjorde det dyrkede areal 7,1 tønder land skyldsat til 3,63 tønder hartkorn.
Omkring år 1900 lå der et bageri og og en købmandshandel i tilknytning til Dronningmølle.
Dronningmølle ville næppe have eksisteret, hvis det ikke havde været for industrimagnaten, kaffegrosserer Ferdinand Andersen, der købte Dronningmølle Slot i 1895. Andersen havde sat sig for, at bygge et teglværk, da der i Villingebæk var både plads og ler til et sådant. I 1896 bliver aktieselskabet Dronningmølle Teglværk etableret. Leret kom fra to store lergrave på Villingebæk Strandvejs nordside, hvor den vestlige stadig tydeligt ses og i dag betegnes som Lergravssøen, mens den østlige er blevet delvis genopfyldt og planeret, og rummer en campingplads og ferielejligheder. Efter en brand i 1929 blev værket genopført med nye ovne og større kapacitet, så det kunne levere ca. 11 millioner teglsten om året. Det betød imidlertid, at lergravene blev større og leret efterhånden opbrugt, og da gravene var blevet så dybe, at de forstyrrede hele områdets vandforsyning, blev teglværket nedlagt after krigen (WWII) i 1940'erne. De mange industribygninger blev jævnet med jorden og lergravene hurtigt fyldt med vand. Kommunen udlagde arealerne til sommerhusbebyggelse, dog er en del bygninger stadig bevaret, bl.a. Villingebæk Strandvej 519, der var arbejderbolig for fem familier, og den større to-etagers bygning nr. 540, der var kontorbygning og bestyrerbolig.
Teglværket, der i sin storhedstid havde omkring 60 arbejdere, udskibede oprindeligt tegl fra en lang mole ud i Øresund (Kattegat begynder længere mod vest ved Gilleleje), men senere fik Ferdinand Andersen, der var storaktionær i Hornbækbanen, denne forlænget i 1916 til teglværket og videre til Gilleleje. Han bestemte at stationen skulle hedde Dronningmølle. Herefter foregik det meste af transporten med jernbane.
Det var dog først efter 2. verdenskrig og frem til omkring 1970, at der udviklede sig et større sommerhusområde (Hornbæk-Dronningmølle) i tilknytning til Dronningmølle.
Syd for Dronningmølle ligger naturområdet Rusland og Rudolph Tegners Museum og Statuepark.